# Batalla del río Vorskla
La batalla del río Vorskla (del ruso: Битва на реке Ворскле); en lituano: Vorsklos mūšis; en polaco: Bitwa nad Worsklą fue una gran batalla de la historia medieval de Europa Oriental. Tuvo lugar el 12 de agosto de 1399 en el río Vorskla, entre los ejércitos tártaros de Edigu y Temür Qutlugh, y los ejércitos del Gran Duque de Lituania Vitautas el Grande y de Toqtamish, siendo estos últimos los que salieron derrotados del campo de batalla.

## Antecedentes
A finales de la década de 1380, las relaciones entre Toqtamish, kan de la Horda de Oro, y su antiguo señor, Timur, estaban en tensión. En 1395, tras ser derrotado en la guerra de Toqtamish contra Timur, Toqtamish fue destronado por los partidarios del kan Temur Qutlugh y del emir Edigu, apoyados por Timur. Toqtamish escapó al Gran Ducado de Lituania, donde pidió ayuda a Vitautas para recuperar el dominio sobre la Horda a cambio de la soberanía sobre las tierras rutenas en poder de la Horda, lo que entraba en las ambiciones y propósitos del gran duque. Un yarlyk que ha llegado a nuestros días demuestra que Toqtamish había pedido ayuda a los polaco-lituanos anteriormente en 1393.

## Expediciones de Vitautas
Vitautas reunió un gran ejército que incluía lituanos, rutenos, rusos, polacos, moldavos y válacos. Para conseguir el apoyo de los Caballeros Teutónicos, Vitautas firmó con ellos el Tratado de Salinas, por el que les entregaba Samogitia. El yerno de Vitautas, Basilio I de Moscú, formalmente un vasallo tártaro, no se unió a la coalición. Estas tropas organizaron tres expediciones a territorios tártaros, en 1397, 1398, y 1399. La primera expedición alcanzó el mar Negro y Crimea. Vitautas capturó varios millares de cautivos sin mucha oposición. La mitad de estos cautivos se asentaron cerca de Trakai donde se les concedieron privilegios para que pudieran continuar practicando su fe. Hoy día, sobreviven varias comunidades descendientes de estos cautivos como son los tártaros de Lipka o los karaítas de Crimea.
En 1398, el ejército de Vitautas se desplazó desde el río Dniéper y atacó el norte de Crimea, alcanzando, al este, el río Don. Con la intención de fortalecer su posición, Vitautas construyó un castillo en la desembocadura del Dniéper. Inspirado por sus éxitos, Vitautas declaró una "Cruzada contra los tártaros", que en mayo de 1399 recibió la bendición del papa Bonifacio IX. La bendición papal para la cruzada fue un importante logro político, un país convertido al cristianismo en 1387, y que había sido objeto a su vez de una cruzada santa. La campaña fue organizada desde Kiev. El ejército de Vitautas se desplazó a lo largo del río Dniéper. El 5 de agosto, su ejército se encontró con las fuerzas tártaras en el río Vorskla al norte de Poltava (casi la misma localización que la batalla de Poltava de 1709).

## Batalla

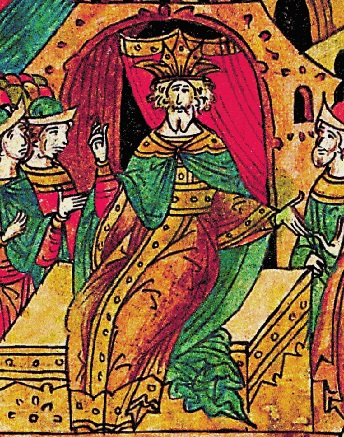
Detalle del khan Tokhtamysh de la Horda de Oro en su trono de la Crónica Ilustrada de Iván el Terrible (libro 11, página 132).

Al encontrarse los dos ejércitos, Temür Qutlugh pidió un alto el fuego de tres días para permitir que los bandos prepararan sus fuerzas. Era un truco para permitir que los refuerzos de Edigu llegaran. Vitautas planeó construir un carro fortificado, como modo de detener a los jinetes a la carga, para luego destruirles con cañones y artillería. El ejército de Vitautas estaba bien equipado, pero contaba con menos tropas. No obstante, Temür Qutlugh fingió una retirada (una táctica usual tártara) y Vitautas abandonó su carro fortificado para perseguirle. Una vez que las tropas lituanas se encontraban lo suficientemente lejos del carro, las tropas de Edigu aparecieron desde la retaguardia, con lo que rodearon al ejército lituano. En ese momento Toqtamish decidió dar por perdida la batalla y huyó con sus hombres. Los tártaros a su vez utilizaron su propia artillería para destruir a la caballería lituana, capturando el carro fortificado.

## Consecuencias
Vitautas escapó con vida con dificultad, pero muchos príncipes de su linaje (incluyendo a su primo Demetrio I Starszy y Andréi de Pólotsk y aliados (como por ejemplo Esteban I de Moldavia y dos de sus hermanos) murieron en la batalla. Se estima que alrededor de cincuenta duques lucharon del lado de Vitautas y que unos veinte murieron en el combate. Los victoriosos tártaros asediaron Kiev, pero la ciudad pagó un rescate. Los tártaros saquearon las tierras al oeste hasta Lutsk, persiguiendo a Toqtamish, que se debería de esconder durante los siguientes años, y sería asesinado en 1407 o 1408.
La derrota de Vitautas en el Vorskla bloqueó efectivamente la expansión lituana en Rutenia meridional. Sus dominios asimismo perdieron el acceso al mar Negro ya que los tártaros reconquistaron la estepa del sur hasta llegar al Principado de Moldavia; unas tierras que no serían reclamadas hasta que el Kanato de Crimea se independizó de la Horda de Oro cuarenta y dos años después. Tras la batalla, Yuri de Smolensk se rebeló contra Lituania y se independizó, no siendo otra vez capturada la ciudad de Smolensk hasta cinco años después. Nóvgorod y Pskov también se rebelarían contra el dominio lituano conduciendo a Vitautas a una guerra contra el Gran Ducado de Moscú.
Vitautas se vio obligado a abandonar sus planes para romper la unión de Krewo y aliarse simplemente con su primo Jogaila, Rey de Polonia. La unión polaco-lituana se vio reafirmada con el Pacto de Vilnius y Radom. Vitautas también tuvo que cambiar sus planes de expansión hacia el sur, este (contra Moscú) y oeste (contra la Orden Teutónica). Se cree que Vitautas aprendió la táctica de la fingida retirada durante la batalla y que él mismo la emplearía con éxito en la batalla de Grunwald (1410), una de las más grandes batallas de la Europa medieval, en la que cayeron derrotados significativamente los Caballeros Teutónicos.